# Conopodium bunioides
La macuca (Conopodium bunioides) es una especie de hierba herbácea de la familia de las apiáceas.

## Descripción
Hierba perenne a través de un tubérculo globoso. Tallos tendidos, con una parte subterránea flexuosa, de hasta 20 cm de longitud. Hojas 2 veces pinnadas, con segmentos lanceolados o elípticos, las del tallo, alternas. Flores dispuestas en umbelas con 3 a 5 radios. sin brácteas ni bracteolas; pétalos blancos. Fruto formado por 2 mericarpos de 2,5-3 mm de longitud, con los 2 estilos finalmente reflejos o divergentes. Florece a final de primavera y en verano.

## Distribución y hábitat
Es una planta endémica de la Sierra de Gredos. Sierra de Guadarrama y Sierra Nevada en España. Frecuente en las gleras de las altitudes superiores. En cascajares de micasquistos y pedregales graníticos o calizos. En Almería en el Pico del Buitre
Las plantas de Sierra Nevada presentan tallos y hojas prácticamente glabros, entre otras características, diferenciándose de las variedades de otras sierras: subsp. aranii en la de Guadarrama y var. gredensis en la de Gredos.

## Taxonomía
La especie fue descrita inicialmente como Butinia bunioides por Pierre Edmond Boissier y publicada en Elenchus Plantarum Novarum 54, en 1838, actualmente es tanto un sinónimo como el basónimo de esta; y ulteriormente sería transferida al género Conopodium por Vittorio Calestani en Webbia 1: 279, en 1905.

#### Etimología
Véase: Conopodium
bunioides: epíteto que combina el nombre del género Bunium y el sufijo griego οιδες (-oides); "semejanza"; propiamente "semejante a Bunium", refiriéndose a la similitud en la apariencia de las hojas de la planta con las especies de susodicho género. 

#### Subespecies y variedades
Comprende 3 subespecies y 1 variedad aceptadas:
- Conopodium bunioides subsp. aranii (López Udias y Mateo) Rivas Mart., 2002
- Conopodium bunioides subsp. atlantis (Humbert y Maire) Molero, 1999
- Conopodium bunioides subsp. bunioides
- Conopodium bunioides var. gredensis (Pau) López Udias y Mateo, 2000

## Nombres comunes
- Castellano: avellana de puerto, macuca.[6]